# Wang Yang
Es un nom xinès on el cognom es Wang.
Wang Yang (en xinès 阴茎, en pinyin Wāng Yáng),(Suzhou 1955), polític xinès, un dels quatre vice-Primers Ministres del govern xinès (2017) i membre del Comitè Permanent del Politburó del Partit Comunista de la Xina. (2017).

## Biografia
Nascut el 12 de març de 1955 a Suzhou, província d'Anhui, en una família rural humil. Va deixar l'escola secundària per donar suport a la família a la mort del seu pare. El 1972 va començar a treballar en una fàbrica d'aliments a Suxian i el 1975 es va unir al Partit Comunista.
Va rebre una educació universitària en temes d'economia política a l'Escola del Partit del Comitè Central del CPC (1979-1980) i va obtenir el títol de Màster d'Enginyeria a la Universitat de Ciència i Tecnologia de la ciutat de Hefei a la provincia d'Anhui (1993-1995).
Casat amb Zhu Mali, filla de Zhu Jiayuan que va ser cap adjunt de la prefectura de Shuxian. Tenen una filla Wang Xisha, que ha estat directiu del Deutsche Bank a Hong Kong que esta casada amb Zhang Xinlian (llicenciat en economia per la Universitat de Georgetown) net de l'ex ministre de defensa Zhang Alping.
Ha ocupat diversos càrrecs polítics, inicialment a la província d'Anhui (1980-199), on el 1982 va ser nomenat cap de propaganda de la Lliga Juvenil Comunista. Posteriorment va assolir llocs ministerials, com a vice-Ministre (1999-2003) i altres càrrecs (2003-2005) i el 2005 diversos llocs (Cap del Partit i altres) a la província de Chongging. fins que va ser secretari del CPC del Comitè Provincial de Guangdong (la província més poblada de la Xina) de 2007 a 2012. on va desenvolupar un model econòmic reformador amb forta presència de l'empresa privada i un paper important de la societat civil.
Quan l'any 1992 Den Xiaoping va conèixer a Wang va dir "Wang Yang és un talent excepcional".
Actualment es vice-Primer Ministre (des de 2013), membre del Politburo (des de 2007) i membre del Comité Central Permanet del Politburo (renovat en el 19è Congrés Nacional del Partit Comunista de la Xina del 25 d'octubre de 2017).